# Altiplano
Altiplano ( v španščini pomeni »visoka planota« oz. v kečuanščini in ajmarščini Qullaw) je povprečno 3.300 m visoka planota v osrednjem delu Andov, kjer so le ti najširši, in se razteza na ozemljih Peruja, Bolivije, Čila in Argentine. Za Tibetom je druga največja visoka planota na svetu. Na zahodu ga obdaja vulkanski masiv Cordillera Occidental, vzhodu pa Cordillera Oriental. Na jugozahodu prehaja v puščavo Atacama. Največje mesto na Altiplanu je La Paz.
V kenozoiku pred približno 65 milijoni let se je območje med Cordillero Oriental in Cordillero Occidental znižalo in nastale so okoli kilometer debele plasti usedlin. V miocenu pred 20 milijoni let je Cordillera Occidental postala vulkansko aktivna, njeni stratovulkani so do danes dosegli višino tudi do 6000 m. V pleistocenu pred 2 milijonoma let je nastala kotanja, ki jo je v naslednjih 30.000 letih zalila voda. Tako je na območju celotnega Altiplana nastalo jezero Ballivián. V holocenu pred okoli 10.000 leti se je zaradi podnebnih sprememb in zmanjšanja količin padavin večinoma izsušilo. Današnja ostanka Balliviána sta jezero Titicaca in slano jezero Poopó. Največji slani puščavi, ki sta nastali takoj po izsužitvi jezera, sta Salar de Uyuni in Salar de Coipasa.
Podnebje na Altiplanu je polsuho do suho hladno s srednjo letno temperaturo med 3 °C na zahodu in 12 °C ob jezeru Titicaca. Najhladneje je junija in julija, ko je na južni polobli zima. Na jugozahodu pade najmanj padavin (manj kot 200 mm), največ (tudi več kot 800 mm) pa jih pade ob Titicaci. Deževno obdobje je med decembrom in aprilom.
Izraz altiplano se ponekod uporablja tudi za območja z nadmorsko višino do 4.500 m in temu primernim podnebjem. Druga izraza za ta altiplano sta puno in páramos.